# Sällskapet CMB
Sällskapet CMB, Carlstads manskörs bröder, är en manskör vid Karlstads universitet som bildades i januari 1985 på Klaraborgs herrgård. Kören består till största delen av studenter vid universitetet. Sällskapet CMB är ett registrerat varumärke. Körens repertoar inkluderar traditionell körrepertoar men också pop, schlager, filmmusik och musik av Carl Michael Bellman.

## Historia
Ursprungligen bestod kören av åtta män, däribland Erik Rynefors. Ett Bellmansspel skrivet 1985 krävde kvinnliga sångare och samarbetet med även kvinnor ledde till att systerkören Söt Likör bildades. Sällskapet CMB genomför regelbundet konserter tillsammans med kända artister (Jubelkonsert med hemliga gäster), som exempel kan nämnas jubelkonserten 1997 med den hemliga gästen Tommy Körberg. Andra artistsamarbeten har varit med Helen Sjöholm och pianisten Martin Östergren.
År 2006 gjorde de två körerna och solisten Christer Nerfront konserten ”Kör med kör” – The show must go on på Scalateatern.

### Turnéer
Kören under åren genomfört både större och mindre turnéer. Bland dessa:
- 1990 Novgorod, Ryssland[5]
- 1992-96 Oslo, Norge
- 2003 Barcelona, Spanien[5]
- 2005 Seattle, USA[5]
- 2005 New York, USA[5]
- 2005 Vancouver, Kanada[5]

### Utmärkelser
År 2013 mottog manskören tillsammans med Söt Likör Karlstads kommuns kulturstipendium till Gustaf Frödings minne.

## Dirigenter
- 1985–2006 Erik Rynefors[9]
- 2007[9]–2012 Leif Nahnfeldt
- 2012–     Ingela Johansson

## Diskografi

### Studioalbum
- En god bit svensk kultur - ?
- Hej dunkom, bröder! - 1999[10]
- Livs Levande i Aula Magna - 2004[11]